# Маранж-Сильванж
Мара́нж-Сильва́нж (фр. Marange-Silvange) — коммуна на северо-востоке Франции, регион Гранд-Эст (бывший Эльзас — Шампань — Арденны — Лотарингия), департамент Мозель. Центр одноимённого кантона.

## География
Маранж-Сильванж расположен в 280 км к востоку от Парижа и в 12 км к северо-западу от Меца между реками Бийерон и Барш. 

## История
- Поселения Маранж и Сильванж входили в бывшие мозельские земли, провинцию Люксембург.
- Владение церкви Вердена.
- Опустошены в ходе Тридцатилетней войны (1617—1647).
- В 1809 году по декрету Наполеона деревни были объединены в Маранж-Сильванж.

## Демография
По переписи 2011 года в коммуне проживало 5 815 человек.

## Достопримечательности

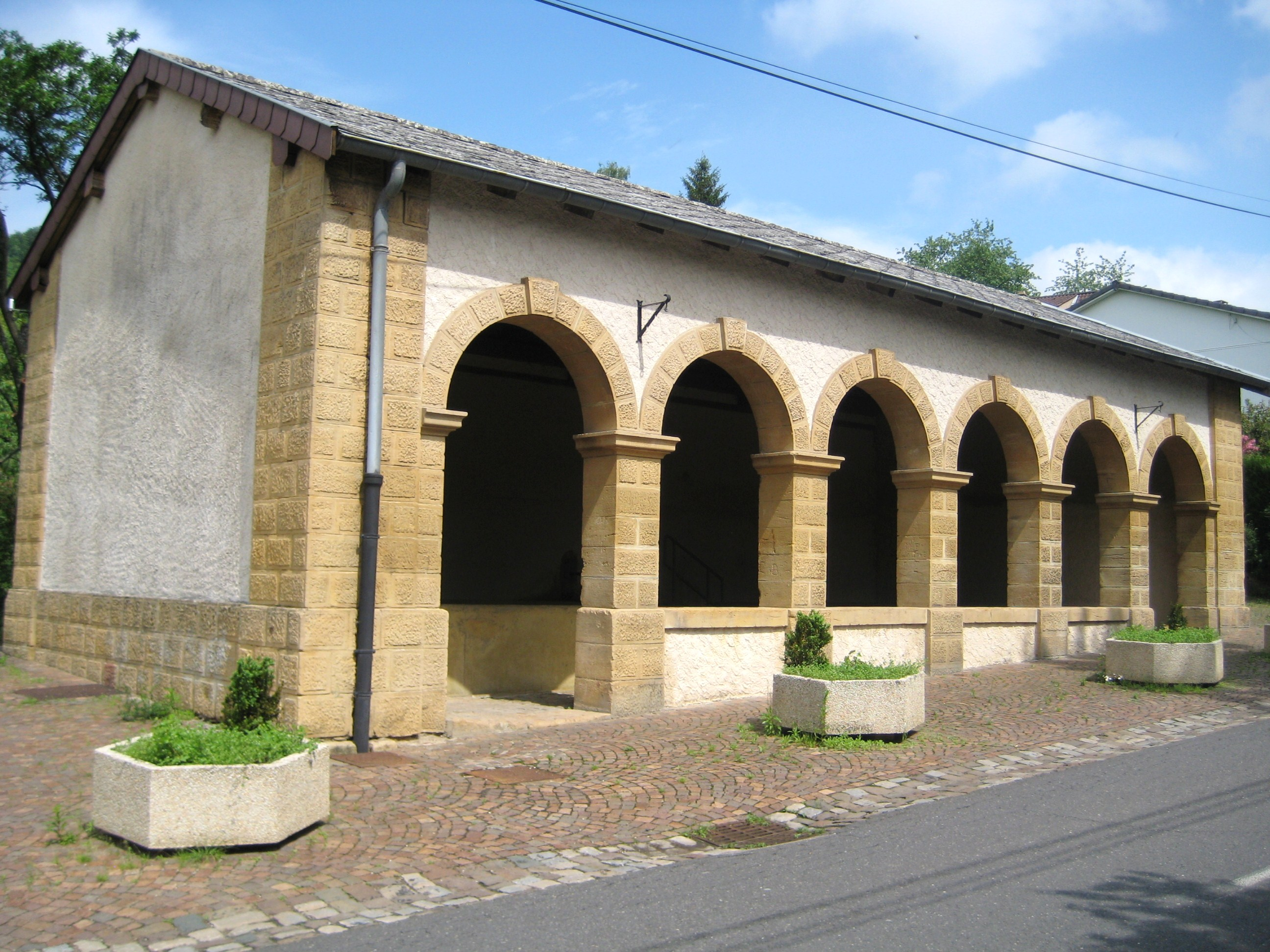
Лавуар (XIX век)

- Следы доисторической культуры в местечке Лез-Атт (Les Hattes).
- Следы римской дороги.
- Замок, бывший трибунал, винодельческий пресс XVII века.
- Лавуар (XIX век).
- Мельницы в Ла Круа и Маранже.
- Вход в шахту 1910 года.
- Прусское кладбище времён Франко-прусская война 1870—1871 годов.
- Фортифицированная церковь Сен-Клеман XVI—XVIII веков.
- Часовня де Винь (1875) в честь Нотр-Дам-де-Лурд.